# Olympique Khouribga
Olympique Khouribga is een Marokkaanse voetbalclub uit Khouribga. De club werd in 1923 opgericht en was vooral succesvol in het bekertoernooi.

## Geschiedenis
De club werd opgericht in 1923 en is een van de oudste clubs van Marokko. De club speelde voor het eerst in de Botola Pro in het seizoen 1982-1983. Olympique Club Khouribga heeft 2 Marokkaanse bekers de Coupe du Thrône (2006 en 2015) en één Marokkaans kampioenschap in 2007.

## Erelijst
- Botola Pro
  - 2006/2007
- Runner-up Botola Pro
  - 1983/1984, 1995/1996
- Coupe du Trône
  - Winnaar: 2006
  - Finalist: 1981, 1994, 1995, 2005
- Arabische Beker der Bekerwinnaars
  - Winnaar: 1996
- Arabische Supercup
  - Finalist: 1996

## Prestaties op internationale toernooien
- CAF Champions League:

2008 - Derde ronde
- CAF Confederation Cup:

2005 - Eerste ronde
2006 - Groepsfase
2008 - Derde ronde